# Acorazado Littorio
El Littorio fue un acorazado italiano de la clase Littorio (conocida en algunos países como Vittorio Veneto) que sirvió en la Regia Marina durante la Segunda Guerra Mundial. Su nombre procede de Lictor ("Littorio" en italiano), que en la antigua Roma portaban fasces, los cuales fueron adoptados como símbolos del fascismo italiano.

## Construcción
Su quilla fue puesta en grada en 1934 en los astilleros de Ansaldo de Génova; fue botado en 1937 y se completó su construcción en 1940, tras la entrada de Italia en la guerra contra Francia y el Reino Unido. Con la caída del fascismo, fue rebautizado con el nombre de Italia. 
Los buques de la clase Littorio fueron diseñados por el general Umberto Pugliese, y se convirtieron en los primeros acorazados en exceder los límites establecidos en el desplazamiento de los acorazados en el tratado de Washington (35 000 t).
El precio del Littorio era de unos 24.000.000 de dólares aproximadamente.[cita requerida]

## Historial de servicio
El 1 de septiembre de 1940, el Littorio participó en la operación Hats, seguida de la operación MB 5 el 29 de septiembre. El acorazado estaba en el Puerto de Tarento durante la Batalla de Tarento del 11 de noviembre de 1940, durante la que recibió tres impactos de torpedos lanzados por aviones Fairey Swordfish, que lo hundieron en aguas bajas, aunque fue reflotado más tarde.
Tras las reparaciones, el Littorio participó en el ataque al convoy aliado Albert el 27 de septiembre de 1941. El convoy transportaba suministros a la isla de Malta. El 17 de diciembre tomó parte en la primera batalla de Sirte. Fue asignado a cubrir a distancia al convoy M42, el cual se dirigía al norte de África, transportando suministros para el Afrika Korps de Rommel. El Littorio, junto con el resto de la escolta lejana, se batió con una flotilla de superficie inglesa que sucumbió ante los escoltas.
El 3 de enero de 1942, el Littorio fue destinado de nuevo a un convoy de escolta, en apoyo del M 43. El 22 de marzo participó en la segunda batalla de Sirte, como buque insignia de las fuerzas italianas que intentaban destruir un convoy que navegaba rumbo a Malta. Durante la batalla, el Littorio impactó a los destructores HMS Havock y HMS Kingston con su artillería principal, aunque estuvo cerca de ser destruido. El Kingston consiguió regresar a Malta a la mañana siguiente. Tres meses después, el 15 de junio, el Littorio tomó parte en la interceptación del convoy a Malta conocido como operación Vigorous. Durante su retorno a puerto, el Littorio fue impactado por un torpedo lanzado desde un bombardero Vickers Wellington, pero el buque pudo regresar a puerto para someterse a reparaciones.
El 30 de julio de 1943, el Littorio fue rebautizado como Italia. Tras el armisticio del 8 de septiembre, el buque, junto con el resto de la flota italiana, se rindió formalmente a los Aliados el 9 de septiembre y se dirigió a Malta según las cláusulas del armisticio. Durante el viaje, fue impactado por una bomba teleguiada Fx 1400, del mismo tipo que la que hundió a su gemelo el Roma , que había sido lanzada por un Dornier Do 217, aunque no sufrió daños de importancia y pudo continuar navegando.
En un primer momento, Churchill tenía pensado usarlo junto al Vittorio Veneto en la guerra del Pacífico, pero por motivos tanto técnicos -el buque estaba concebido para el Mediterráneo- como políticos, se optó por estacionarlo en el Gran Lago Amargo en Egipto hasta el final de la guerra.
El Littorio participó en 46 misiones de guerra, en nueve a la caza de enemigos y en tres como escolta.

## Desguace

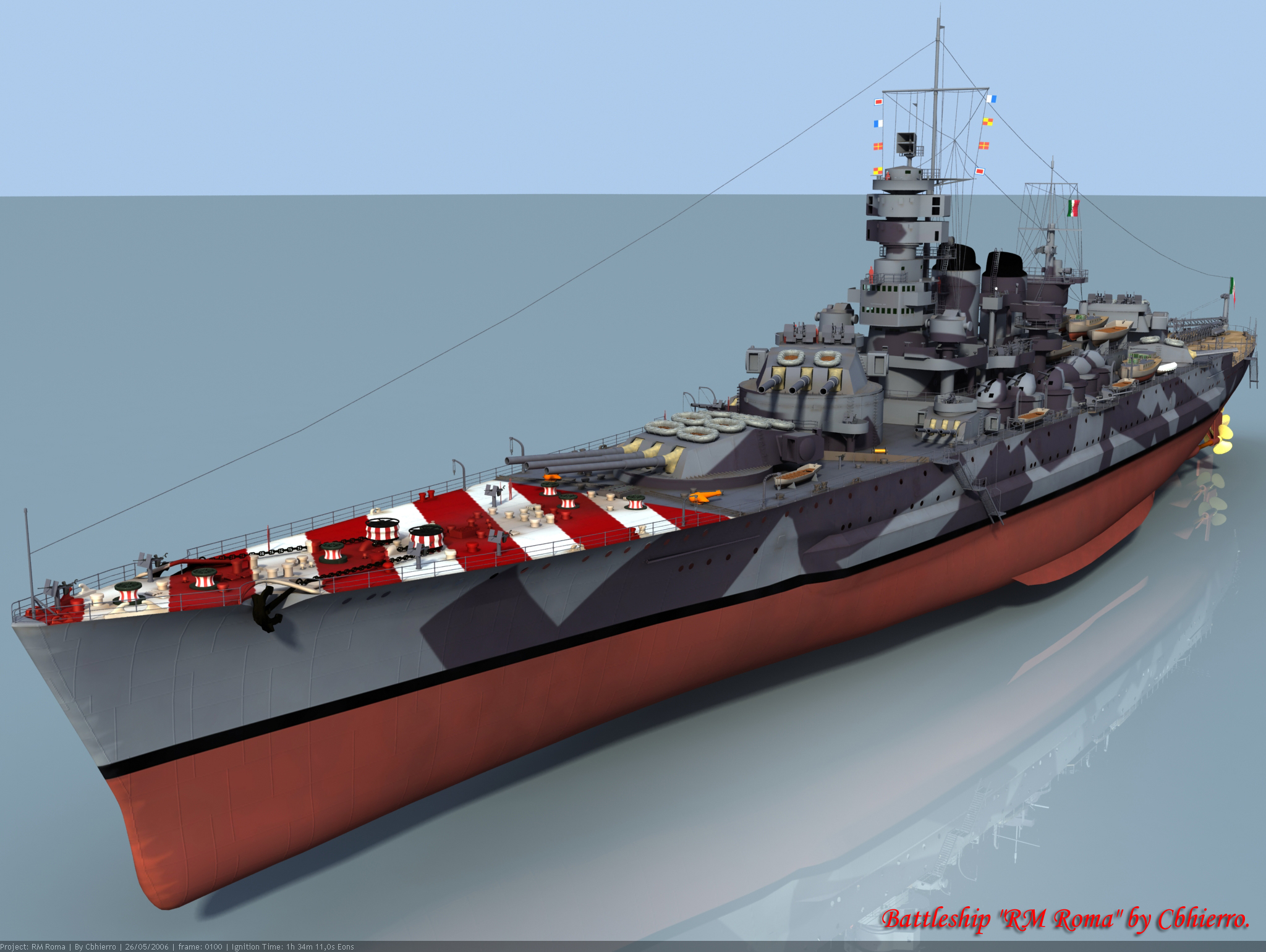
Infografía del RM Roma, de la misma clase.

Volvió a entrar en la base de Agosta el 9 de febrero de 1947. El Littorio, según las condiciones del tratado de paz, debía ser entregado a los Estados Unidos como compensación de guerra, pero los Estados Unidos renunciaron al buque, al igual que Gran Bretaña renunció al Vittorio Veneto. Evitada la entrega de sus dos unidades más modernas, las autoridades italianas no consiguieron impedir que fueran desguazadas, aunque inicialmente se logró evitar la presión ejercida por la Unión Soviética con el corte del armamento principal. Tras varias batallas diplomáticas para mantenerlos en la Marina Militare, el Littorio fue desguazado entre 1948 y 1955 al igual que el Vittorio Veneto.